# Brian Rowan
Brian Rowan (Glasgow, 28 giugno 1948 – 22 dicembre 2021) è stato un calciatore scozzese, di ruolo difensore.

## Carriera
Formatosi con gli scozzesi del Baillieston Jrs., nel 1969 viene ingaggiato dagli inglesi dell'Aston Villa, con cui giocò un solo incontro di campionato.
Nella stagione 1971 viene prestato ai canadesi del Toronto Metros, franchigia impegnata nella North American Soccer League. Con i Metros ottenne il terzo posto della Northern Division, insufficiente per accedere alla fase finale del torneo.
Tornato in Gran Bretagna, passa agli inglesi del Watford, club della Second Division. Con gli Hornets chiuse la Second Division 1971-1972 al ventiduesimo e ultimo posto, retrocedendo in terza serie.
Nella stagione 1972 torna ai Metros, rivestendo anche l'incarico di capitano, ottenendo il quarto posto della Northern Division.
Nella stagione 1972-1973 torna in Scozia per giocare nel Greenock Morton, con cui ottiene il dodicesimo posto nella massima serie scozzese.
Ritorna una terza volta ai Metros nel 1973, restandovi sino a parte della stagione 1975, quando passerà ai N.Y. Cosmos. Miglior risultato ottenuto da Rowan con i canadesi fu il raggiungimento delle semifinali del torneo nella North American Soccer League 1973, persa contro i futuri campioni del Philadelphia Atoms.
Passato nel corso della stagione 1975 ai Cosmos, Rowan ottenne come miglior risultato in forza ai newyorkesi il raggiungimento dei quarti finale nella NASL 1976.
Terminata l'esperienza americana, Rowan tornò in Scozia per giocare nell'East Kilbride.